# Bitwa nad rzeką Kremerą
Bitwa nad rzeką Kremerą – starcie zbrojne, które miało miejsce w roku 477 p.n.e. w trakcie wojen Rzymu z Wejami (483–474 p.n.e.), zakończone klęską Rzymian.
Weje, naturalnie obronne miasto etruskie leżało ok. 20 km na północ od Rzymu; jedna z głównych dróg z Wejów prowadziła w dół biegu rzeki Kremery, która wpada do Tybru w Rzymie. Tym samym Rzym blokował drogę z Wejów, a Weje utrudniały ekspansję rzymską na północ. Miasta rywalizowały ze sobą długi czas, ale do otwartej wojny doszło w latach 483–474 p.n.e.
W 479 p.n.e. Wejowie zajęli Janikulum; w następnym roku ród (gens) Fabiuszów zbudował ufortyfikowany obóz nad Kremerą, by przeciąć drogę z Wejów do Fidenae. Niewykluczone, że zawarli oni umowę ze swym rodzinnym miastem, na mocy której mieli rozszerzyć swoje posiadłości na północ, kosztem Etrusków.
Według Liwiusza i Owidiusza, Fabiuszów, dowodzonych przez Cezona Fabiusza Wibulanusa, było 306, ale towarzyszyli im także zwolennicy i słudzy, więc mogli łącznie liczyć na ok. 4000 ludzi. Na stromym wzgórzu wznieśli dobrze ufortyfikowany obóz, z fosą i linią obronnych wież, w którym przetrwali częste ataki Etrusków przez całą zimę, urządzając łupieżcze wypady na ich terytorium. Wejowie ostatecznie uciekli się do podstępu, wypuszczając na pastwiska niedaleko obozu pozornie niestrzeżone stado krów. Gdy Rzymianie usiłowali je zagarnąć, wojownicy etruscy uderzyli z zasadzki, zabijając wszystkich Fabiuszów, prócz jednego chłopca, od którego miał pochodzić ród sławnego Fabiusza Maksimusa Kunktatora.
Opis bitwy jest najprawdopodobniej fałszywy: przedstawienie zagrożenia Rzymu przez Wejów jest nadto zbliżone do opisu oblężenia miasta przez Porsennę, a klęska nad Kremerą – jest odpowiednikiem bohaterskiej śmierci obrońców Termopil, niemniej zagrożenie Rzymu przez Weje w tym okresie było faktem, a próba przerwania etruskich szlaków komunikacyjnych i przegrana bitwa miała prawdopodobnie miejsce.